# 第147回国会
第147回国会（だい147かいこっかい）は、2000年（平成12年）1月20日に召集された通常国会。20世紀最後の通常国会でもある。

## 概要
当初設定された会期は「2000年（平成12年）1月20日～6月17日」の150日間だったが、衆議院解散により6月2日を以て閉会、実質会期は135日間だった。
この国会は、前年〔1999年（平成11年）〕に小渕第2次改造内閣が発足してから初めて迎える通常国会であったが、4月に内閣総理大臣の小渕恵三が脳梗塞で倒れたことで公務復帰困難と判断され内閣総辞職。代わって、当時自由民主党幹事長だった森喜朗が急遽第19代同党総裁に選出、その後衆参両院に於いて森は内閣総理大臣に指名され、更に小渕第2次改造内閣の閣僚たち全員を再任させる形で森内閣が発足した《その内閣発足から1ヶ月余り後に小渕は死去》。

小渕から内閣総理大臣を引き継いだ森は国会にて自ら組閣した内閣を「日本新生内閣」と銘打ったが、その森が”神の国”発言により、野党各党派はもとより、連立相手の一つである公明党からも強く批判された。野党各党派から森に対する問責決議案や内閣不信任決議案が提出される中、森は後に控える政治日程などを理由に掲げつつ「国民の信を問う」として衆議院を解散、この国会は幕となった。
この国会では、冒頭から、前年の通常国会（第145回国会）で提出され、前記小渕第2次改造内閣発足を受けて開かれた臨時国会（第146回国会）でも衆議院に於いて継続審議扱いとされていた公職選挙法改正案の取り扱いをめぐり与野党間で強く対立、衆参両院に於いて何れも民主、共産、社民の野党3党の議員たちが欠席したまま同改正案が法案として可決・成立する等、波乱の幕開けとなった。このような状態の中で行われた内閣総理大臣・小渕恵三による所信表明演説とそれに対する代表質問もまた、前記野党3党の議員たちが欠席する中で行われるという異例の事態となった。
なお、前回の第146回国会に於いて試験的に実施された党首討論が、この国会に於いて初めて正式採用された。

## 各党・会派の議席数
何れも召集日〔2000年（平成12年）1月20日〕当日時点の議席数で示す。
衆議院
自由民主党269、民主党94、公明党・改革クラブ48、
自由党39、日本共産党26、社会民主党・市民連合14、
無所属の会2、無所属8
計500
参議院
自由民主党・自由国民会議107、民主党・新緑風会57、公明党・改革クラブ24、
日本共産党23、社会民主党・護憲連合13、自由党12、参議院の会8、
二院クラブ・自由連合4、無所属4
計252
なお、衆議院の院内会派の一つ「無所属の会」は、召集日当日のうちに解消となっているほか、4月3日にはそれまで連立与党の一つだった自由党が新党「保守党」と分裂、4月5日に保守党が引き続き自民・公明と共に連立政権を組んだ。

## 成立・承認した予算・条約類
以下、全て衆議院Webサイトから。

### 予算
- 平成12年度一般会計予算
- 平成12年度特別会計予算
- 平成12年度政府関係機関予算

### 条約類（締結、および改正の受諾）
- 保存及び管理のための国際的な措置の公海上の漁船による遵守を促進するための協定
- 国際原子力機関憲章第6条の改正
- 国際移住機関憲章の改正
- 1994年の関税及び貿易に関する一般協定の譲許表第38表（日本国の譲許表）の修正及び訂正に関する1999年12月20日に作成された確認書
- 就業が認められるための最低年齢に関する条約
- 国際航空運送についてのある規則の統一に関する条約
- 1955年9月28日にヘーグで作成された議定書により改正された1929年10月12日にワルソーで署名された国際航空運送についてのある規則の統一に関する条約を改正するモントリオール第4議定書
- 社会保障に関する日本国とグレート・ブリテン及び北部アイルランド連合王国との間の協定
- 万国郵便連合憲章の第6追加議定書、万国郵便連合一般規則及び万国郵便条約
- 郵便送金業務に関する約定
- 著作権に関する世界知的所有権機関条約

## 成立した法律案
以下、全て衆議院Webサイトから。

### 議員立法

#### 衆議院議員提出分
| 提出回次 | 議案番号 | 提出法案名称（議案件名）                                                                                                   | 公布年月日      | 法律番号 |
| -------- | -------- | --- | --------------- | -------- |
| 145      | 26       | 公職選挙法の一部を改正する法律案                                                                                           | 平成12年2月9日  | 1        |
| 147      | 2        | 平成十一年度の緊急生産調整推進対策水田営農確立助成補助金等についての所得税及び法人税の臨時特例に関する法律案               | 平成12年2月18日 | 2        |
| 147      | 4        | 地震防災対策強化地域における地震対策緊急整備事業に係る国の財政上の特別措置に関する法律の一部を改正する法律案               | 平成12年3月31日 | 25       |
| 147      | 5        | 過疎地域自立促進特別措置法案                                                                                               | 平成12年3月31日 | 15       |
| 147      | 7        | 環境衛生関係営業の運営の適正化に関する法律の一部を改正する法律案                                                           | 平成12年4月7日  | 39       |
| 147      | 8        | 栄養士法の一部を改正する法律案                                                                                             | 平成12年4月7日  | 38       |
| 147      | 10       | 株式の消却の手続に関する商法の特例に関する法律の一部を改正する法律の一部を改正する法律案                                   | 平成12年3月31日 | 28       |
| 147      | 12       | 公職選挙法の一部を改正する法律案                                                                                           | 平成12年5月17日 | 62       |
| 147      | 13       | 国会法及び公職選挙法の一部を改正する法律案                                                                                 | 平成12年5月17日 | 63       |
| 147      | 18       | 国立国会図書館法の一部を改正する法律案                                                                                     | 平成12年4月7日  | 37       |
| 147      | 24       | 国等による環境物品等の調達の推進等に関する法律案                                                                           | 平成12年5月31日 | 100      |
| 147      | 27       | 浄化槽法の一部を改正する法律案                                                                                             | 平成12年6月2日  | 106      |
| 147      | 28       | 児童虐待の防止等に関する法律案                                                                                             | 平成12年5月24日 | 82       |
| 147      | 29       | 平和条約国籍離脱者等である戦没者遺族等に対する弔慰金等の支給に関する法律案                                                 | 平成12年6月7日  | 114      |
| 147      | 30       | 地方自治法の一部を改正する法律案                                                                                           | 平成12年5月31日 | 89       |
| 147      | 32       | 老人医療受給対象者に対する臨時老人薬剤費特別給付金の支給に関する法律案                                                     | 平成12年6月7日  | 115      |
| 147      | 33       | 信用金庫法の一部を改正する法律案                                                                                           | 平成12年6月2日  | 108      |
| 147      | 34       | 出資の受入れ、預り金及び金利等の取締りに関する法律の一部を改正する法律及び貸金業の規制等に関する法律の一部を改正する法律案 | 平成12年6月7日  | 112      |

#### 参議院議員提出分
| 提出回次 | 議案番号 | 提出法案名称（議案件名）               | 公布年月日      | 法律番号 |
| -------- | -------- | -------------------------------------- | --------------- | -------- |
| 147      | 11       | 母体保護法の一部を改正する法律案       | 平成12年5月24日 | 80       |
| 147      | 16       | ストーカー行為等の規制等に関する法律案 | 平成12年5月24日 | 81       |

### 内閣（政府）提出分
| 提出回次 | 議案番号 | 提出法案名称（議案件名） | 公布年月日      | 法律番号 |
| -------- | -------- | --- | --------------- | -------- |
| 145      | 118      | 国民年金法等の一部を改正する法律案                                                                                                   | 平成12年3月31日 | 18       |
| 145      | 119      | 年金資金運用基金法案 | 平成12年3月31日 | 19       |
| 145      | 120      | 年金福祉事業団の解散及び業務の承継等に関する法律案                                                                                   | 平成12年3月31日 | 20       |
| 145      | 121      | 国家公務員共済組合法等の一部を改正する法律案                                                                                         | 平成12年3月31日 | 21       |
| 145      | 122      | 私立学校教職員共済法等の一部を改正する法律案                                                                                         | 平成12年3月31日 | 23       |
| 145      | 123      | 農林漁業団体職員共済組合法等の一部を改正する法律案                                                                                   | 平成12年3月31日 | 24       |
| 145      | 124      | 地方公務員等共済組合法等の一部を改正する法律案                                                                                       | 平成12年3月31日 | 22       |
| 147      | 1        | 平成十二年度における公債の発行の特例に関する法律案                                                                                   | 平成12年3月24日 | 3        |
| 147      | 2        | 租税特別措置法等の一部を改正する法律案                                                                                               | 平成12年3月31日 | 13       |
| 147      | 3        | 法人税法の一部を改正する法律案 | 平成12年3月31日 | 14       |
| 147      | 4        | 石炭鉱業の構造調整の完了等に伴う関係法律の整備等に関する法律案                                                                       | 平成12年3月31日 | 16       |
| 147      | 5        | 介護労働者の雇用管理の改善等に関する法律の一部を改正する法律案                                                                       | 平成12年3月31日 | 12       |
| 147      | 6        | 明日香村における歴史的風土の保存及び生活環境の整備等に関する特別措置法の一部を改正する法律案                                         | 平成12年3月31日 | 30       |
| 147      | 7        | 国土調査促進特別措置法の一部を改正する法律案                                                                                         | 平成12年3月29日 | 8        |
| 147      | 8        | 裁判所職員定員法の一部を改正する法律案                                                                                               | 平成12年3月31日 | 27       |
| 147      | 9        | 民事法律扶助法案 | 平成12年4月28日 | 55       |
| 147      | 10       | 在外公館の名称及び位置並びに在外公館に勤務する外務公務員の給与に関する法律の一部を改正する法律案                                     | 平成12年3月31日 | 31       |
| 147      | 11       | 雇用保険法等の一部を改正する法律案                                                                                                   | 平成12年5月12日 | 59       |
| 147      | 12       | 高年齢者等の雇用の安定等に関する法律の一部を改正する法律案                                                                           | 平成12年5月12日 | 60       |
| 147      | 13       | 農地所有者等賃貸住宅建設融資利子補給臨時措置法の一部を改正する法律案                                                                 | 平成12年3月29日 | 6        |
| 147      | 14       | 特定市街化区域農地の固定資産税の課税の適正化に伴う宅地化促進臨時措置法の一部を改正する法律案                                         | 平成12年3月29日 | 7        |
| 147      | 15       | 地方税法等の一部を改正する法律案 | 平成12年3月29日 | 4        |
| 147      | 16       | 地方交付税法等の一部を改正する法律案                                                                                                 | 平成12年3月29日 | 5        |
| 147      | 17       | 恩給法等の一部を改正する法律案 | 平成12年3月31日 | 11       |
| 147      | 18       | 防衛庁設置法等の一部を改正する法律案                                                                                                 | 平成12年5月12日 | 58       |
| 147      | 19       | 河川法の一部を改正する法律案 | 平成12年4月28日 | 53       |
| 147      | 20       | 住宅金融公庫法等の一部を改正する法律案                                                                                               | 平成12年4月19日 | 42       |
| 147      | 21       | 国家公務員等の旅費に関する法律の一部を改正する法律案                                                                                 | 平成12年3月31日 | 17       |
| 147      | 22       | 関税定率法等の一部を改正する法律案                                                                                                   | 平成12年3月31日 | 26       |
| 147      | 23       | 教育職員免許法等の一部を改正する法律案                                                                                               | 平成12年3月31日 | 29       |
| 147      | 24       | 産業技術力強化法案 | 平成12年4月19日 | 44       |
| 147      | 25       | 中小企業指導法の一部を改正する法律案                                                                                                 | 平成12年4月19日 | 43       |
| 147      | 26       | 港湾法の一部を改正する法律案 | 平成12年3月31日 | 33       |
| 147      | 27       | 運輸施設整備事業団法の一部を改正する法律案                                                                                           | 平成12年4月26日 | 47       |
| 147      | 28       | 沖縄振興開発金融公庫法の一部を改正する法律案                                                                                         | 平成12年5月19日 | 77       |
| 147      | 29       | 戦傷病者戦没者遺族等援護法の一部を改正する法律案                                                                                     | 平成12年3月31日 | 32       |
| 147      | 30       | 平成十二年度における国民年金法による年金の額等の改定の特例に関する法律案                                                             | 平成12年3月31日 | 34       |
| 147      | 31       | 青年等の就農促進のための資金の貸付け等に関する特別措置法及び農業信用保証保険法の一部を改正する法律案                                 | 平成12年4月19日 | 41       |
| 147      | 32       | 大豆なたね交付金暫定措置法及び農産物価格安定法の一部を改正する法律案                                                                 | 平成12年4月5日  | 35       |
| 147      | 33       | 商業登記法等の一部を改正する法律案                                                                                                   | 平成12年4月19日 | 40       |
| 147      | 34       | 高齢者、身体障害者等の公共交通機関を利用した移動の円滑化の促進に関する法律案                                                         | 平成12年5月17日 | 68       |
| 147      | 35       | 預金保険法等の一部を改正する法律案                                                                                                   | 平成12年5月31日 | 93       |
| 147      | 36       | 国立学校設置法の一部を改正する法律案                                                                                                 | 平成12年3月31日 | 10       |
| 147      | 38       | 児童手当法の一部を改正する法律案 | 平成12年5月26日 | 84       |
| 147      | 40       | 港湾労働法の一部を改正する法律案 | 平成12年5月19日 | 72       |
| 147      | 41       | アルコール事業法案 | 平成12年4月5日  | 36       |
| 147      | 42       | 海洋汚染及び海上災害の防止に関する法律の一部を改正する法律案                                                                         | 平成12年5月17日 | 64       |
| 147      | 43       | 港湾運送事業法の一部を改正する法律案                                                                                                 | 平成12年5月17日 | 67       |
| 147      | 44       | 加工原料乳生産者補給金等暫定措置法の一部を改正する法律案                                                                             | 平成12年5月26日 | 85       |
| 147      | 45       | 農業に関する技術の研究開発の促進に関する特別措置法を廃止する法律案                                                                   | 平成12年3月30日 | 9        |
| 147      | 46       | 食品流通構造改善促進法の一部を改正する法律案                                                                                         | 平成12年5月17日 | 66       |
| 147      | 47       | 特定通信・放送開発事業実施円滑化法の一部を改正する法律案                                                                             | 平成12年4月21日 | 45       |
| 147      | 48       | 道路運送法及びタクシー業務適正化臨時措置法の一部を改正する法律案                                                                     | 平成12年5月26日 | 86       |
| 147      | 49       | 特定公共電気通信システム開発関連技術に関する研究開発の推進に関する法律の一部を改正する法律案                                         | 平成12年4月21日 | 46       |
| 147      | 50       | 社会福祉の増進のための社会福祉事業法等の一部を改正する等の法律案                                                                     | 平成12年6月7日  | 111      |
| 147      | 52       | 農産物検査法の一部を改正する法律案                                                                                                   | 平成12年4月28日 | 54       |
| 147      | 53       | 漁港法の一部を改正する法律案 | 平成12年5月19日 | 78       |
| 147      | 56       | 消費者契約法案 | 平成12年5月12日 | 61       |
| 147      | 57       | 保険業法及び金融機関等の更生手続の特例等に関する法律の一部を改正する法律案                                                           | 平成12年5月31日 | 92       |
| 147      | 58       | 資金運用部資金法等の一部を改正する法律案                                                                                             | 平成12年5月31日 | 99       |
| 147      | 59       | 大深度地下の公共的使用に関する特別措置法案                                                                                           | 平成12年5月26日 | 87       |
| 147      | 60       | 商法等の一部を改正する法律案 | 平成12年5月31日 | 90       |
| 147      | 61       | 会社の分割に伴う労働契約の承継等に関する法律案                                                                                       | 平成12年5月31日 | 103      |
| 147      | 62       | 著作権法及び万国著作権条約の実施に伴う著作権法の特例に関する法律の一部を改正する法律案                                               | 平成12年5月8日  | 56       |
| 147      | 63       | 行政機関の職員の定員に関する法律等の一部を改正する法律案                                                                             | 平成12年5月19日 | 70       |
| 147      | 64       | 技術士法の一部を改正する法律案 | 平成12年4月26日 | 48       |
| 147      | 65       | 砂糖の価格安定等に関する法律及び農畜産業振興事業団法の一部を改正する法律案                                                           | 平成12年6月2日  | 107      |
| 147      | 66       | 特定放射性廃棄物の最終処分に関する法律案                                                                                             | 平成12年6月7日  | 117      |
| 147      | 67       | 郵便貯金法等の一部を改正する法律案                                                                                                   | 平成12年5月31日 | 98       |
| 147      | 68       | 農水産業協同組合貯金保険法及び農林中央金庫と信用農業協同組合連合会との合併等に関する法律の一部を改正する法律案                       | 平成12年5月31日 | 94       |
| 147      | 69       | 農水産業協同組合の再生手続の特例等に関する法律案                                                                                     | 平成12年5月31日 | 95       |
| 147      | 70       | 都市計画法及び建築基準法の一部を改正する法律案                                                                                       | 平成12年5月19日 | 73       |
| 147      | 71       | 土砂災害警戒区域等における土砂災害防止対策の推進に関する法律案                                                                       | 平成12年5月8日  | 57       |
| 147      | 72       | 刑事訴訟法及び検察審査会法の一部を改正する法律案                                                                                     | 平成12年5月19日 | 74       |
| 147      | 73       | 犯罪被害者等の保護を図るための刑事手続に付随する措置に関する法律案                                                                   | 平成12年5月19日 | 75       |
| 147      | 74       | 教育公務員特例法等の一部を改正する法律案                                                                                             | 平成12年4月28日 | 52       |
| 147      | 75       | 独立行政法人教員研修センター法案 | 平成12年5月26日 | 88       |
| 147      | 76       | 郵政官署における原動機付自転車等責任保険募集の取扱いに関する法律案                                                                   | 平成12年5月17日 | 69       |
| 147      | 77       | 証券取引法及び金融先物取引法の一部を改正する法律案                                                                                   | 平成12年5月31日 | 96       |
| 147      | 78       | 特定目的会社による特定資産の流動化に関する法律等の一部を改正する法律案                                                               | 平成12年5月31日 | 97       |
| 147      | 79       | 公益法人等への一般職の地方公務員の派遣等に関する法律案                                                                               | 平成12年4月26日 | 50       |
| 147      | 80       | 地方公共団体の一般職の任期付研究員の採用等に関する法律案                                                                             | 平成12年4月26日 | 51       |
| 147      | 81       | 私的独占の禁止及び公正取引の確保に関する法律の一部を改正する法律案                                                                   | 平成12年5月19日 | 50       |
| 147      | 83       | 廃棄物の処理及び清掃に関する法律及び産業廃棄物の処理に係る特定施設の整備の促進に関する法律の一部を改正する法律案                     | 平成12年6月2日  | 105      |
| 147      | 84       | 再生資源の利用の促進に関する法律の一部を改正する法律案                                                                               | 平成12年6月7日  | 113      |
| 147      | 85       | 建設工事に係る資材の再資源化等に関する法律案                                                                                         | 平成12年5月31日 | 104      |
| 147      | 86       | 社会保障に関する日本国とグレート・ブリテン及び北部アイルランド連合王国との間の協定の実施に伴う厚生年金保険法等の特例等に関する法律案 | 平成12年5月24日 | 83       |
| 147      | 87       | 弁理士法案 | 平成12年4月26日 | 49       |
| 147      | 88       | 商法等の一部を改正する法律の施行に伴う関係法律の整備に関する法律案                                                                   | 平成12年5月31日 | 91       |
| 147      | 89       | 金融商品の販売等に関する法律案 | 平成12年5月31日 | 101      |
| 147      | 90       | 電波法の一部を改正する法律案 | 平成12年6月2日  | 109      |
| 147      | 91       | 電気通信事業法の一部を改正する法律案                                                                                                 | 平成12年5月19日 | 79       |
| 147      | 92       | 食品循環資源の再生利用等の促進に関する法律案                                                                                         | 平成12年6月7日  | 116      |
| 147      | 93       | 地方分権推進法の一部を改正する法律案                                                                                                 | 平成12年5月19日 | 71       |
| 147      | 95       | 循環型社会形成推進基本法案 | 平成12年6月2日  | 110      |
| 147      | 96       | 電子署名及び認証業務に関する法律案                                                                                                   | 平成12年5月31日 | 102      |
| 147      | 97       | 悪臭防止法の一部を改正する法律案 | 平成12年5月17日 | 65       |